# Werner Körbs
Werner Körbs (* 14. April 1906 in Weimar; † 30. Januar 1984 in Köln) war ein deutscher Sportwissenschaftler und Hochschullehrer.

## Leben
Körbs studierte an der Deutschen Hochschule für Leibesübungen in Berlin und erlangte 1932 seinen Abschluss als Diplomsportlehrer. Als aktiver Sportler war er im Schwimmen sowie in der Leichtathletik erfolgreich. Im Schwimmen wurde er mehrfach Berliner Hochschulmeister, in der Leichtathletik trat er für den Verein Teutonia Berlin als Mittel- und Langstreckenläufer an und wurde mit Teutonias 4-mal-1500-Meter-Staffel 1929 Zweiter bei den Deutschen Meisterschaften.
1938 erlangte Körbs in Berlin seinen Doktorgrad, das Thema seiner Arbeit lautete Vom Sinn der Leibesübungen zur Zeit der italienischen Renaissance. Seine Doktorarbeit wurde später als „ein Standardwerk der Sportgeschichte“ eingestuft. Ab demselben Jahr hatte er an der Reichsakademie für Leibesübungen eine Stelle als wissenschaftlicher Assistent inne, welche er offiziell bis 1945 innehatte, allerdings war er nach dem Ausbruch des Zweiten Weltkrieges dann als Soldat im Einsatz.
In den Jahren 1946 und 1947 war er wissenschaftlicher Assistent am Institut für Leibesübungen der Rheinischen Friedrich-Wilhelms-Universität Bonn, mit Gründung der Sporthochschule in Köln 1947 wurde er dort Hochschullehrer und Leiter der Männerausbildung. 1964 wurde er zum Professor für Geschichte und Methodik der Leibesübungen ernannt und übte dieses Amt bis 1975 aus. Darüber hinaus begründete an der Sporthochschule das Institut für Sportgeschichte. Nach dem Tod Carl Diems Mitte Dezember 1962 fungierte Körbs bis Ende März 1965 zunächst als kommissarischer Leiter der Sporthochschule. Ab der Umbenennung der Sporthochschule in Deutsche Sporthochschule Köln im Jahr 1965 war Körbs bis 1967 Rektor, von April 1971 bis April 1972 nahm er diese Funktion abermals wahr. 1973 wurde er mit dem Großen Verdienstkreuz des Verdienstordens der Bundesrepublik Deutschland ausgezeichnet.
Während seiner Forschungstätigkeit befasste sich Körbs unter anderem mit der Sammlung schriftlicher Quellen zur Vor- und Gründungsgeschichte der Sporthochschule Köln, der antiken Gymnastik und Agonistik und einer internationalen Einordnung der Leibeserziehung. Nach Einschätzung Christiane Stang-Voss’ prägten „enge Verflechtungen und Beziehungen zu Eduard Spranger und Carl Diem“ Körbs’ Arbeit und Werk.
Zu Körbs’ Schülern gehört der Sporthistoriker Wolfgang Decker.